# Serué
Serué – miejscowość w Hiszpanii, w Aragonii, w prowincji Huesca, w comarce Alto Gállego, w gminie Caldearenas, 62 km od miasta Huesca.
Według danych INE z 1991 roku miejscowość zamieszkiwało 20 osób. Wysokość bezwzględna miejscowości jest równa 850 metrów.